# يو إف سي 162
يو إف سي 162: سيلفا ضد ويدمان (بالإنجليزية: UFC 162: Silva vs. Weidman)‏ هو حدث لفنون القتال المختلطة نظمته يو إف سي، أُقيم في 6 يوليو 2013، على إم جي إم جراند جاردن أرينا في لاس فيغاس، نيفادا، الولايات المتحدة.